# 矩阵微分方程
微分方程是变量的未知函数的数学方程，将函数值与不同阶导数联系起来。矩阵微分方程包含多个函数，以向量形式堆叠在一起，并由一个矩阵将它们与导数联系起来。
例如，一阶矩阵常微分方程为
{\displaystyle \mathbf {\dot {x}} (t)=\mathbf {A} (t)\mathbf {x} (t)}
其中{\displaystyle \mathbf {x} (t)}是基变量{\displaystyle t}的函数的{\displaystyle n\times 1}向量，{\displaystyle \mathbf {\dot {x}} (t)}是函数的一阶导，{\displaystyle \mathbf {A} (t)}是{\displaystyle n\times n}系数矩阵。
若{\displaystyle \mathbf {A} }为常数且有n个线性无关的特征向量，微分方程有如下一般解：
{\displaystyle \mathbf {x} (t)=c_{1}e^{\lambda _{1}t}\mathbf {u} _{1}+c_{2}e^{\lambda _{2}t}\mathbf {u} _{2}+\cdots +c_{n}e^{\lambda _{n}t}\mathbf {u} _{n}~,}
其中λ1, λ2, …, λn是A的特征值，u1, u2, …, un是A相应的特征向量；c1, c2, …, cn为常数。
更一般地说，若{\displaystyle \mathbf {A} (t)}等于其积分{\displaystyle \int _{a}^{t}\mathbf {A} (s)ds}，则马格努斯展开降为前导阶，微分方程的一般解是
{\displaystyle \mathbf {x} (t)=e^{\int _{a}^{t}\mathbf {A} (s)ds}\mathbf {c} ~,}
其中{\displaystyle \mathbf {c} }是{\displaystyle n\times 1}常向量。
通过使用哈密尔顿–凯莱定理和类范德蒙矩阵，这种形式化的矩阵指数解可简化为一种简单的形式。下面，我们将用普策算法（Putzer's algorithm）来展示这一方法。

## 矩阵系统的稳定性与稳态
矩阵方程
{\displaystyle \mathbf {\dot {x}} (t)=\mathbf {Ax} (t)+\mathbf {b} }
当且仅当常数矩阵A的所有特征值的实部都为负，n×1参数常数向量b才稳定。
稳定时收敛到的稳态x*可置
{\displaystyle \mathbf {\dot {x}} ^{*}(t)=\mathbf {0} ~,}
找到，因此有
{\displaystyle \mathbf {x} ^{*}=-\mathbf {A} ^{-1}\mathbf {b} ~,}
假设A可逆。
因此，原方程可用偏离稳态的齐次形式来写
{\displaystyle \mathbf {\dot {x}} (t)=\mathbf {A} [\mathbf {x} (t)-\mathbf {x} ^{*}]~.}
一种等效的表达是，x*是非齐次方程的一个特解，而所有解的形式都是
{\displaystyle \mathbf {x} _{h}+\mathbf {x} ^{*}~,}
其中{\displaystyle \mathbf {x} _{h}}是齐次方程（b=0）的解。

### 双状态变量情形的稳定性
n = 2（2个状态变量）时，稳定条件为：过渡矩阵A的两个特征值均有负实部，等价于A的迹为负、行列式为正。

## 矩阵形式的解
{\displaystyle \mathbf {\dot {x}} (t)=\mathbf {A} [\mathbf {x} (t)-\mathbf {x} ^{*}]}的形式解为矩阵指数形式
{\displaystyle \mathbf {x} (t)=\mathbf {x} ^{*}+e^{\mathbf {A} t}[\mathbf {x} (0)-\mathbf {x} ^{*}]~,}
使用多种技术中的任何一种进行评估。

### 计算eAt的普策算法
给定特征值为{\displaystyle \lambda _{1},\lambda _{2},\dots ,\lambda _{n}}的矩阵A，
{\displaystyle e^{\mathbf {A} t}=\sum _{j=0}^{n-1}r_{j+1}{\left(t\right)}\mathbf {P} _{j}}
其中
{\displaystyle \mathbf {P} _{0}=\mathbf {I} }
{\displaystyle \mathbf {P} _{j}=\prod _{k=1}^{j}\left(\mathbf {A} -\lambda _{k}\mathbf {I} \right)=\mathbf {P} _{j-1}\left(\mathbf {A} -\lambda _{j}\mathbf {I} \right),\qquad j=1,2,\dots ,n-1}
{\displaystyle {\dot {r}}_{1}=\lambda _{1}r_{1}}
{\displaystyle r_{1}{\left(0\right)}=1}
{\displaystyle {\dot {r}}_{j}=\lambda _{j}r_{j}+r_{j-1},\qquad j=2,3,\dots ,n}
{\displaystyle r_{j}{\left(0\right)}=0,\qquad j=2,3,\dots ,n}
{\displaystyle r_{i}(t)}的方程是简单的一阶非齐次常微分方程。
注意该算法并不要求矩阵A可对角化，并绕过了通常使用的若尔当标准形的计算。

## 矩阵常微分方程解构示例
一阶齐次矩阵常微分方程包含两个函数x(t)、y(t)，从矩阵形式解出后有如下形式：
{\displaystyle {\frac {dx}{dt}}=a_{1}x+b_{1}y,\quad {\frac {dy}{dt}}=a_{2}x+b_{2}y}
其中{\displaystyle a_{1}}、{\displaystyle a_{2}}、{\displaystyle b_{1}}、{\displaystyle b_{2}}可为任意标量。
高阶矩阵ODE的形式可能复杂得多。

## 解分解后的矩阵常微分方程
求解上述方程并找到这种特定阶次和形式的所需函数的过程大概分3步。每个步骤的简要说明如下：
- 找到特征值
- 找到特征向量
- 找到所需函数

第三部通常是把前两步的结果代入专门形式的一般方程中，下详。

## 矩阵ODE已解示例
要按上述3步解矩阵ODE，并在过程中使用简单矩阵，具体来说，现在下面的一阶齐次线性ODE中找到函数x、函数y，都用单一自变量t表示：
{\displaystyle {\frac {dx}{dt}}=3x-4y,\quad {\frac {dy}{dt}}=4x-7y~.}
要解这个常微分方程系统，在过程中的某时刻需要一组两个初始条件（对应起点的两个状态变量）。这时先取x(0) = y(0) = 1。

### 第一步
第一步即找到A的特征值
{\displaystyle {\begin{bmatrix}x'\\y'\end{bmatrix}}={\begin{bmatrix}3&-4\\4&-7\end{bmatrix}}{\begin{bmatrix}x\\y\end{bmatrix}}~.}
上面的导数记号x′等称为拉格朗日记法（由约瑟夫·拉格朗日提出，等同于前面方程里的dx/dt，这是莱布尼兹记法，得名于戈特弗里德·莱布尼茨）。
一旦两个变量的系数被写为上述矩阵形式A，就可估计特征值了。为此，可求矩阵行列式，即从上述系数矩阵中减去单位矩阵{\displaystyle I_{n}}乘常数λ，再得到特征多项式
{\displaystyle \det \left({\begin{bmatrix}3&-4\\4&-7\end{bmatrix}}-\lambda {\begin{bmatrix}1&0\\0&1\end{bmatrix}}\right)~,}
再解得其零点。
进一步简化、应用矩阵加法的基本规则，得出
{\displaystyle \det {\begin{bmatrix}3-\lambda &-4\\4&-7-\lambda \end{bmatrix}}~.}
应用求单一2×2矩阵行列式的规则，可得下列一元二次方程
{\displaystyle \det {\begin{bmatrix}3-\lambda &-4\\4&-7-\lambda \end{bmatrix}}=0}
{\displaystyle -21-3\lambda +7\lambda +\lambda ^{2}+16=0\,\!}
可以进一步简化
{\displaystyle \lambda ^{2}+4\lambda -5=0~.}
应用因式分解得到给定一元二次方程的两个根{\displaystyle \lambda _{1}}、{\displaystyle \lambda _{2}}
{\displaystyle \lambda ^{2}+5\lambda -\lambda -5=0}
{\displaystyle \lambda (\lambda +5)-1(\lambda +5)=0}
{\displaystyle (\lambda -1)(\lambda +5)=0}
{\displaystyle \lambda =1,-5~.}
上面算出的{\displaystyle \lambda _{1}=1}、{\displaystyle \lambda _{2}=-5}即所求A的特征值。
矩阵ODE的特征值可能是复数，求解过程的下一步及最终形式和解法可能会有巨大变化。

### 第二步
第二步即找到A的特征向量。
对算出的每个特征值，都有单独的特征向量。例如对第一个特征值即{\displaystyle \lambda _{1}=1}，有
{\displaystyle {\begin{bmatrix}3&-4\\4&-7\end{bmatrix}}{\begin{bmatrix}\alpha \\\beta \end{bmatrix}}=1{\begin{bmatrix}\alpha \\\beta \end{bmatrix}}.}
应用矩阵乘法规则简化上式，得到
{\displaystyle 3\alpha -4\beta =\alpha }
{\displaystyle \alpha =2\beta ~.}
所有计算都是为了得到最后一个式子，本例中就是α = 2β。现在任取一个无关紧要的小值（这样更容易处理），代入α = 2β中的α或β（选哪个并不重要），这样就得到了一个简单的向量，就是这个特定特征值所需的特征向量。在本例中，我们取α = 2，得β = 1。用标准的向量符号来写，向量是这样的
{\displaystyle \mathbf {\hat {v}} _{1}={\begin{bmatrix}2\\1\end{bmatrix}}.}
对第二个特征值{\displaystyle \lambda =-5}进行相同的计算，得到第二个特征向量，结果为
{\displaystyle \mathbf {\hat {v}} _{2}={\begin{bmatrix}1\\2\end{bmatrix}}.}

### 第三步
最后一步是找到“隐藏”在导数背后的所求函数。有两个函数，因为微分方程涉及两个变量。
方程包含之前得到的所有信息，形式如下：
{\displaystyle {\begin{bmatrix}x\\y\end{bmatrix}}=Ae^{\lambda _{1}t}\mathbf {\hat {v}} _{1}+Be^{\lambda _{2}t}\mathbf {\hat {v}} _{2}.}
代入特征值和特征向量，得到
{\displaystyle {\begin{bmatrix}x\\y\end{bmatrix}}=Ae^{t}{\begin{bmatrix}2\\1\end{bmatrix}}+Be^{-5t}{\begin{bmatrix}1\\2\end{bmatrix}}.}
简化
{\displaystyle {\begin{bmatrix}x\\y\end{bmatrix}}={\begin{bmatrix}2&1\\1&2\end{bmatrix}}{\begin{bmatrix}Ae^{t}\\Be^{-5t}\end{bmatrix}}.}
再简化，分别写出函数x、y的方程
{\displaystyle x=2Ae^{t}+Be^{-5t}}
{\displaystyle y=Ae^{t}+2Be^{-5t}.}
上述方程就是所求的一般函数，但只是一般形式（A、B的值未指定），但我们想找到它们的精确形式和解。因此现在，考虑问题的给定初始条件（即所谓初值问题）。假设给定了{\displaystyle x(0)=y(0)=1}，是ODE的起点；条件的应用指定了常数A、B。从条件{\displaystyle x(0)=y(0)=1}可以看出，t = 0时，上述方程的左式等于1，由此可构造下列线性方程组
{\displaystyle 1=2A+B}
{\displaystyle 1=A+2B~.}
求解这些等式，发现常数A、B都等于1/3。因此将这些值代入这两个函数的一般形式，就可以得到它们的精确形式
{\displaystyle x={\tfrac {2}{3}}e^{t}+{\tfrac {1}{3}}e^{-5t}}
{\displaystyle y={\tfrac {1}{3}}e^{t}+{\tfrac {2}{3}}e^{-5t}~,}
所求的两个函数。

### 使用矩阵指数
上述问题可以直接应用矩阵指数法解决。也就是说，可以说
{\displaystyle {\begin{bmatrix}x(t)\\y(t)\end{bmatrix}}=\exp \left({\begin{bmatrix}3&-4\\4&-7\end{bmatrix}}t\right){\begin{bmatrix}x_{0}(t)\\y_{0}(t)\end{bmatrix}}}
给出了（可用MATLAB的expm工具包之类，或通过对角化，并利用对角矩阵的矩阵指数与元素的指数化相等这一特性来计算）
{\displaystyle \exp \left({\begin{bmatrix}3&-4\\4&-7\end{bmatrix}}t\right)={\begin{bmatrix}4e^{t}/3-e^{-5t}/3&2e^{-5t}/3-2e^{t}/3\\2e^{t}/3-2e^{-5t}/3&4e^{-5t}/3-e^{t}/3\end{bmatrix}}}
得到最终解
{\displaystyle {\begin{bmatrix}x(t)\\y(t)\end{bmatrix}}={\begin{bmatrix}4e^{t}/3-e^{-5t}/3&2e^{-5t}/3-2e^{t}/3\\2e^{t}/3-2e^{-5t}/3&4e^{-5t}/3-e^{t}/3\end{bmatrix}}{\begin{bmatrix}1\\1\end{bmatrix}}}
{\displaystyle {\begin{bmatrix}x(t)\\y(t)\end{bmatrix}}={\begin{bmatrix}e^{-5t}/3+2e^{t}/3\\e^{t}/3+2e^{-5t}/3\end{bmatrix}}}
这与之前展示的特征向量方法相同。